# Stenodrepanum
Stenodrepanum là một chi thực vật có hoa trong họ Đậu.